# 天主教亞歷山德里亞教區 (義大利)
天主教亞歷山德里亞教區（拉丁語：Dioecesis Alexandrina Statiellorum）是天主教會在義大利的一個教區。屬韋爾切利總教區。
教區成立於1175年，時屬米蘭總教區，1817年7月17日改屬韋爾切利總教區。
教區包括亞歷山德里亞省西部廿七市，2012年有教友151,000人，佔轄區總人口92.7%。教區下轄七十五個堂區，有九十二名司鐸。現任教區主教為圭多·加萊塞。